# ایپیالس
ایپیالس (به اسپانیایی: Ipiales) یک سکونتگاه مسکونی در کلمبیا است که در بخش نارینیو واقع شده‌است.

## خصوصیات
ایپیالس ۱٬۷۰۷ کیلومترمربع مساحت و ۸۵٬۱۹۳ نفر جمعیت دارد و ۲٬۸۹۸ متر بالاتر از سطح دریا واقع شده‌است.

## خواهرخوانده
شهر تولکان (اکوادور) خواهرخواندهٔ ایپیالس هست.